# Paddy Island (ö i Australien, Queensland)
Paddy Island är en ö i Australien. Den ligger i delstaten Queensland, omkring 300 kilometer norr om delstatshuvudstaden Brisbane.
Omgivningarna runt Paddy Island är en mosaik av jordbruksmark och naturlig växtlighet. Runt Paddy Island är det ganska tätbefolkat, med 78 invånare per kvadratkilometer. Genomsnittlig årsnederbörd är 1 080 millimeter. Den regnigaste månaden är januari, med i genomsnitt 217 mm nederbörd, och den torraste är september, med 26 mm nederbörd.